# LAL (芸能事務所)
LALは、東京都新宿区弁天町にある日本の芸能事務所。

## 概要
声優・女優の朴璐美が演劇集団 円より独立した2017年11月15日に設立。
元々は朴の個人事務所であったが、2018年3月に朴が開校しているボイススクール「studio Cambria」より3名の女性声優を「LAL Children」として預かり所属させ、朴以外の声優も所属するようになった。

## 所属声優

### 男性
- 早志勇紀
- 河内宏大
- 北園健太
- 鈴木智則

### 女性
- 朴璐美（代表）
- わかばやしめぐみ
- 亀谷理子
- 河村螢
- 丸山ナオミ

## 過去の所属者
- 桜井しおり
- 八島さらら